# Grosse Freiheit
Grosse Freiheit est le septième album du groupe allemand Unheilig qui mélange les styles de l'electropop et du rock électronique avec celui de la Neue Deutsche Härte.

## Enregistrement et succès de l'album
L'album a été publié le 19 février 2010 et a tout de suite atteint la première place des Media Control Charts que l'album a gardé pendant au total 23 semaines, ce qui est un record pour un album germanophone qui a ainsi battu la marque de l'album Ö de Herbert Grönemeyer qui date de l'année 1988. Seul l'album anglophone We Can't Dance de Genesis est resté encore plus longtemps à la tête du classement, pendant exactement 24 semaines durant l'année 1991. Grosse Freiheit a été vendu à plus de 500 000 exemplaires et obtenu le statut de platine. 
Trois singles ont été tirés de l'album : Geboren um zu leben qui est monté jusqu'à la deuxième place des Media Control Charts pour les singles et qui est resté pendant plus que seize semaines dans les vingt premières positions de ce classement ; le single Für immer qui a atteint la dix-septième position ; enfin le single Unter deiner Flagge avec lequel le groupe participera en octobre 2010 au Bundesvision Song Contest pour représenter le land de la Rhénanie-du-Nord-Westphalie. Le 11 juin, l'album live Grosse Freiheit live a été publié à la suite du succès de l'album et un grand nombre de concerts bien fréquentés.

## Éditions différentes de l'album, des singles et de l'album live
L'album principal a été publié en plusieurs éditions : une édition régulière avec 14 chansons (qui existe aussi en version Pur à prix bas avec un emballage simple sans livret), une édition limitée avec 16 chansons et une édition limitée à 5 000 exemplaires qui contient un CD bonus avec des versions démo de certaines chansons, des vieilles, premières chansons anglophones du groupe qui datent de 1999 et les premières chansons réalisées par le chanteur du groupe qui datent même de 1992. Les trois singles furent sortis en version régulière et en version limitée avec des posters de la pochette. Chaque single contient une toute nouvelle chanson bonus non publiée. Le single Geboren um zu leben fut également sorti en une troisième version qui contient la pièce An deiner Seite du dernier album Puppenspiel qui a un lien conceptuel direct avec la chanson. L'album live Grosse Freiheit live fut publié en version CD avec un disque ou deux disques contenant un concert au complet ainsi qu'en version double DVD qui contient des enregistrements de deux concerts différents avec le focus sur la scène et le public sur un DVD et un focus sur les vidéoclips et animations sur l'autre DVD. Une édition limitée rassemble les deux CD et les deux DVD avec un album photo.

## Réceptions et réactions en lien avec l'album
L'album a généralement obtenu de bonnes à excellentes critiques.
Le webzine anglophone allmusic.com donne 3,5 sur 5 étoiles et parle d'un album "qui, lorsqu'il ne s'oriente pas trop vers Rammstein dans quelques chansons, commence à être intéressant jusqu'à être original ou au moins frais et excitant". Le webzine allemand laut.de critique également l'approche de l'album vers le son de Rammstein et constate que "La "Lindemannisation" détruit beaucoup de bonnes idées" et donne trois étoiles sur cinq. Sur le site metal.de, on donne sept étoiles sur dix en parlant d'un album "diversifié" dans lequel le groupe « poursuit la route de son album précédent Puppenspiel ». Le webzine "cdstarts.de" donne également sept étoiles sur 10 et dit que "la voix basse et unique du chanteur "Der Graf" interprète les ballades autant que les chansons plus rock d'une manière réussie" en distinguant ce fait comme la force principale du groupe. Le webzine autrichien "Stormbringer.at" donne 4,5 étoiles sur cinq et loue spécialement le premier single Geboren um zu leben qui est "aussi profond et touchant que le regard vers un horizon infini".
Sur la scène gothique allemande, la "Schwarze Szene", dans laquelle le groupe a commencé et connu ses premiers grands supporteurs et succès, beaucoup de gens critiquent le fait que l'album soit trop commercial et doux et qu'il s'éloigne des racines du groupe, mais mettent l'accent sur le fait que le chanteur "Der Graf" mérite le succès vu qu'il est une personne très engagée, sociale et serviable qui s'implique aussi financièrement dans des projets humanitaires et essaie de toucher les personnes malades et en détresse avec sa musique. Le « Graf » met d'ailleurs l'accent sur le fait que sa personnalité n'a pas changé depuis ses succès, qu'il reste fidèle à la scène.
D'autres personnes, qui n'ont connu le groupe qu'à la suite des succès de « Puppenspiel » et « Grosse Freiheit », constatent que le groupe amène une nouvelle fraîcheur dans le genre du rock allemand, et sont impressionnés par la profondeur et l'honnêteté des textes, ce qui est plutôt rare pour des albums aussi couronnés de succès et qui différencie le groupe par rapport à d'autres groupes du même style.

## Titre de l'album et sujets traités de l'album
Le titre de l'album fait allusion à une rue du même nom à Hambourg, dans le quartier de Sankt Pauli, proche d'un port allemand important. Littéralement, Grosse Freiheit signifie grande liberté. Il s'agit d'un album conceptuel sur la mer ou l'océan, synonyme ou métaphore pour les changements à travers la vie et aussi les voyages dans un sens plus direct. Les sujets des chansons ont presque tous une touche personnelle en lien avec le chanteur Der Graf. Le premier single Geboren um zu leben (Être né pour vivre) parle de sa jeunesse, de la liberté personnelle (tout comme Ich gehöre mir (J'appartiens à moi-même) qui parle d'une vieille relation amoureuse du chanteur avec une femme fatale trop contrôlante) et de l'amitié et est une suite de la chanson An deiner Seite (À ton côté) du dernier album studio qui parle de la perte et mort d'un bon ami proche, le deuxième single Für immer (Pour toujours) parle également de l'amitié et de l'importance et l'appréciation du moment présent, le troisième single Unter deiner Flagge (Sous ton drapeau) et aussi Heimatstern (Étoile de patrie) font allusion aux valeurs familiales du chanteur.

## Le style de l'album
Le style de l'album oscille entre des ballades tranquilles comme Heimatstern, des chansons allant vers l'Electropop comme Geboren um zu leben, des chansons se rapprochant du genre du Schlager allemand comme Grosse Freiheit et des chansons plus métalliques s'approchant de la Neue Deutsche Härte telles que Unter Feuer. Tout cela est accompagné de textes très personnels. L'album poursuit musicalement la direction de l'album précédent Puppenspiel, en tentant quelques petits expériences comme le chorale des enfants dans le refrain final de Geboren um zu leben.

## Liste des morceaux de la version régulière
1. Das Meer – 3:39
2. Seenot – 4:23
3. Für immer – 3:23
4. Geboren um zu leben – 3:51
5. Abwärts – 3:31
6. Halt mich – 3:48
7. Unter Feuer – 5:05
8. Große Freiheit – 3:49
9. Ich gehöre mir – 3:37
10. Heimatstern – 4:12
11. Sternbild – 4:30
12. Unter deiner Flagge – 4:12
13. Fernweh – 4:52
14. Neuland – 4:32